# تانگابرگ
تانگابرگ (به سوئدی: Tångaberg) یک منطقهٔ مسکونی در سوئد است که در وربرگ مونیکیپلیتی واقع شده‌است.

## خصوصیات
تانگابرگ ۰٫۴۷ کیلومترمربع مساحت و ۴۶۸ نفر جمعیت دارد.